# 隆平永宝

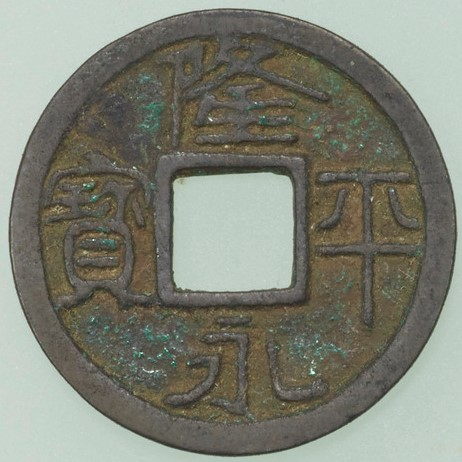
隆平永宝（東京国立博物館所蔵）

隆平永宝（隆平永寳、りゅうへいえいほう）は、796年（延暦15年）から、日本で鋳造、発行された銭貨。皇朝十二銭の4番目に発行された貨種である。

## 始鋳と流通
独立行政法人造幣局の資料によると、隆平永宝の始鋳年は延暦15年（796年）、材質は銅、量目3.0g、直径24.3-26.1mm、銅分69.50%である。「隆平永寳」の銭文は、桓武天皇と空海が書いたものとされる。ただ、皇朝十二銭のうち平安遷都後の9貨種は質の低下により文字が不鮮明になるなど安定していない。
『日本後紀』によると隆平永宝は桓武天皇の時代の延暦15年（796年）11月8日に発行され、下落していた銭貨の価値を元の水準に戻すため旧銭の10倍の価値とし、旧銭（和同開珎、万年通宝、神功開宝）の有効期間を新貨発行後4年間に制限した上で発行された。しかし、隆平永宝は行き渡らず、結局、大同3年（808年）に旧銭との併用を認めた。『拾芥抄』によると弘仁8年（817年）まで流通したという。